# Rannebergens IF
Rannebergens IF är en tidigare fotbollsklubb från Rannebergen i Angered. Föreningen bildades 1973. Föreningens klubbstuga brann ned i februari 2009 och Rannebergens IF gick en tid senare i konkurs.
Rannebergens IF är bland annat moderklubb åt Dime Jankulovski, Adil Titi, Billy Nordström och Harun Ibrahim.